# 거룩한 밤: 데몬 헌터스
《거룩한 밤: 데몬 헌터스》는 2025년에 개봉 예정인 대한민국의 공포의 영화이다.

## 줄거리
악마와 그를 추종하는 어둠의 숭배자들로 인해 도시는 혼란에 빠진다. 공권력이 무력해진 상황 속에서, 특별한 능력을 지닌 이들이 직접 나서게 된다. 어둠의 해결사로 불리는 '거룩한 밤' 팀—바우, 샤론, 김군은 악의 무리를 처단하기 위해 움직인다.
그러던 중, 동생 은서가 이상 증세를 보인다는 의뢰를 받고 정원이라는 인물이 찾아오고, 이들은 그 안에서 이전과는 차원이 다른 강력한 존재의 기운을 감지하게 된다. 사태의 본질이 점차 드러나며, ‘거룩한 밤’ 팀은 점점 더 깊은 어둠 속으로 들어가게 된다.

## 출연진
(†) 표시: 영화 상에서 최종적으로 사망한 인물

### 주요 인물
- 마동석 : 강바우 역 - 본작의 주인공 1. 바위 같은 힘과 맨주먹으로 악마를 사냥하고 악마의 숭배자를 때려잡는 어둠의 해결사.
- 서현 : 샤론 역 - 본작의 주인공 2. 악마를 찾아내는 특별한 능력을 가졌다. 악마를 불러내기 위해 강렬한 구마 의식까지 선보이는 인물.
- 이다윗 : 김군 역 - 본작의 주인공 3. 샤론의 구마 의식과 바우를 도와 그들의 활약을 기록하는 든든한 팀원이자 팀의 분위기 메이커.
- 경수진 : 정원 역 - 본작의 주인공 4. 신경정신과 의사. 기이한 증상에 시달리는 동생 은서를 살리기 위해 '거룩한 밤' 팀을 찾아온 인물.
- 정지소 : 은서 역 - 본작의 주인공 5. 정원의 동생. 몸 안에 악마(메인 빌런이자 최종 보스)가 자리해 이상증세에 시달리는 인물.

### 조연
- 황대현 : 요셉 역
- 이다일
- 차우진 : CCTV 보안 남 역
- 최광일 : 마르코 신부 역

## 참고 사항
- 마동석과 이다윗은 2014년에 개봉한 영화 《군도: 민란의 시대》 이후로 10년 만에 재회하는 작품이다.
- 마동석과 정지소는 2022년에 개봉한 영화 《압꾸정》 이후로 2년 만에 재회하는 작품이다.
- 서현과 경수진은 MBC 수목드라마 《역도요정 김복주》 이후로 8년 만에 출연하는 작품이며, 넷플릭스 드라마 《도적: 칼의 소리》 이후로 1년 만에 재회하는 작품이다.
- 경수진은 디즈니+ 드라마 《형사록》 이후로 2년 만에 재회하는 작품이다.
- 상술한 프리퀄 웹툰까지 공개하면서 본작을 개봉시킨 것을 보면, 어느정도 프랜차이즈화를 염두에 둔 것으로 보인다.[2] 다만 마케팅 차원의 웹툰으로도 볼 수 있으니 어디까지나 추측.
- 국내 상업영화에 VPP(가상 간접광고) 솔루션이 도입된 최초의 영화다.[3]